# HMS Black Prince (81)
Pour les autres navires du même nom, voir HMS Black Prince.
Le HMS Black Prince est un croiseur léger de classe Dido en service dans la Royal Navy pendant la Seconde Guerre mondiale. En 1946, le croiseur est prêté à la Royal New Zealand Navy, devenant le HMNZS Black Prince. Il sert jusqu'à sa démolition en 1962.

## Historique

### Royal Navy
Une fois entré en service actif, il réalise plusieurs escortes de convois dans l’Arctique visant à ravitailler les Soviétiques à Mourmansk. Déployé dans la Manche dans le cadre de la préparation de l’opération Neptune en 1944, il patrouille au sein de la 10e escadre de destroyers pour détruire les convois allemands. Dans la nuit du 26 au 27 avril 1944, le Black Prince participe à la destruction de trois vedettes allemandes S-Boote au large de la Bretagne.
Déployé à compter du 5 juin 1944 au large d’Utah Beach, il bombarde la batterie de Morsalines et tire pas moins de 1 300 obus le Jour J. En août 1944, il fait route vers la Méditerranée pour y soutenir les opérations en cours (notamment Dragoon, le débarquement de Provence), tout en patrouillant dans le golfe Thermaïque et en opérant au large de la Crète. Le 21 août 1944, il bombarde le Golf Hôtel à Hyères, position tenue fortement par les Allemands.
Le 21 novembre 1944, le Black Prince quitte Alexandrie pour rejoindre l'océan Indien, arrivant à Colombo le 30 novembre pour rejoindre la British Pacific Fleet, où il couvre les raids des porte-avions contre les installations pétrolières japonaises et les aérodromes à Sumatra et en Malaisie (opération Meridian).
Début 1945, il opère avec la flotte du Pacifique britannique, participant à la bataille d'Okinawa et aux derniers bombardements de la partie continentale du Japon avant de se retirer vers Hong Kong en septembre.

### Royal New Zealand Navy
Après la reddition japonaise, il reste en Extrême-Orient et est transféré à la Royal New Zealand Navy le 25 mai 1946. En 1947, le croiseur est amarré en vue d'une modernisation, mais cela fut retardé en raison d'une série de mutineries en avril. Le Black Prince est ensuite placé en réserve. Les travaux débutent finalement en janvier 1952 ; son armement est modifié. Achevés en février 1953, il participe la même année à une revue de la flotte pour célébrer le couronnement de la reine Élisabeth II.
Le croiseur est de nouveau désarmé en août 1955 puis sert de navire d'hébergement jusqu'à sa mise en vente pour la démolition en mars 1962. Remorqué d'Auckland le 5 avril, le croiseur atteint sa destination finale à Osaka où il est démoli à compter du 2 mai 1962.